# Máscara de solda
Uma Máscara de solda é um Equipamento de Proteção Individual usado ao executar certos tipos de soldagem para proteger os olhos, a face e o pescoço da luz ultravioleta, luz infravermelha, faíscas e calor.
Máscaras de solda são mais comumente usadas em processos de soldagem a arco como eletrodo revestido, TIG e arco submerso. Eles são necessários para prevenir a inflamação da córnea. Máscaras de solda também pode impedir queimaduras na retina, que podem levar à perda de visão. Ambas as condições são causadas pela exposição desprotegida para a alta concentração de raios ultravioletas e infravermelhos emitidos pelo arco de soldagem. As emissões ultravioleta do arco de soldagem também podem danificar a pele, provocando uma condição similar a uma queimadura de sol em um período relativamente curto de solda. Além da radiação, gases ou salpicos também pode ser um perigo para a pele e os olhos.
A maioria das máscaras de solda incluem uma janela coberta com um filtro chamado de uma lente de sombra, através do qual o soldador pode ver o trabalho. Na maioria dos capacetes, a lente pode ser feita de vidros coloridos, vidros fumados, de plástico, ou uma variável de filtro de densidade feita a partir de um par de lentes polarizadas.[carece de fontes?]

## Segurança
Todas as máscaras de solda são suscetíveis a danos, como rachaduras, que podem comprometer a proteção contra os raios ultravioletas e infravermelhos. Além de proteger os olhos, o capacete protege o rosto de faíscas metálicas geradas pelo arco elétrico e de raios UV. Ao realizar um processo de soldagem na posição sobrecabeça, uma proteção de couro é usada para prevenir queimaduras no ombro e na cabeça.

## Máscaras com escurecimento automático
Em 1981, a fabricante sueca Hornell introduziu no mercado uma máscara cuja lente escurece automaticamente quando os sensores detectam a luz intensa do arco de solda.
Com tais máscaras, o soldador não tem mais que levantar o visor para se posicionar e então abaixá-lo para soldar. A vantagem é que o soldador não precisar ajustar a posição da máscara manualmente, o que não apenas economiza tempo, mas também reduz o risco de exposição à intensa luz do processo de soldagem.[carece de fontes?]